# Bairols
Bairols (Bairols anche in italiano, Bairòls [bɔjˈɾwɔs] in occitano) è un comune francese di 133 abitanti (al 1º gennaio 2022) situato nel dipartimento delle Alpi Marittime della regione della Provenza-Alpi-Costa Azzurra. I suoi abitanti sono chiamati Bairolois (in italiano, desueto, Bairolesi).

## Geografia fisica
Il territorio del comune di Bairols è un piccolo villaggio costruito a 830 metri su un crinale roccioso.

## Storia
Il territorio ha fatto da sempre parte della Liguria sotto l'Impero Romano, nel Regno longobardo e nel Regnum Italiae formatosi con Carlo Magno.
Bairolum è citato verso il 1040, ed il villaggio viene poi dato all'abbazia di Lerino (Lérins), e più tardi è divenuto un feudo dei Grimaldi.
Il comune di Bairols fin dal 1388 ha seguito, con la contea di Nizza, le vicende storiche prima della Contea di Savoia e del Ducato di Savoia, e poi dopo il Congresso di Vienna, dal 1815 al 1860, le sorti del Regno di Sardegna-Piemonte, per essere poi annesso nel 1861 alla Francia.
Il paese è stato collegato da una strada carrozzabile solo nel 1939, e c'erano ancora 257 abitanti nel 1858.

## Monumenti e luoghi d'interesse
- Rovine del castello.
- Chiesa medievale di Santa Margherita (Eglise médiévale Sainte-Marguerite), la cui forma ad S è dovuta alla topografia. All'interno, ci sono due affreschi nel coro sul tema del Battesimo di Gesù (Baptême du Christ). La chiesa ospita una tela di Giovanni Rocca, la Madonna del Rosario e dei Misteri (Vierge au Rosaire et Mystères), datata 1645[4].
- Cappella di Sant'Antonio (Chapelle Saint-Antoine), nella parte superiore del villaggio.
- Cappella di San Rocco (Chapelle Saint-Roch), parte superiore, edificata verso il 1750.
- Vestigia della cappella di San Martino (Chapelle Saint-Martin).
- Due antichi molini ad olio ed a grano, cioè un mulino ed un frantoio.
- Vestigia dell'antico borgo al di sopra del villaggio attuale.

## Società

### Evoluzione demografica
Abitanti censiti